# Revalsche Post-Zeitung
Die Revalsche Post-Zeitung (ab 1699 Revalische Post-Zeitung) war eine der ersten Zeitungen auf dem Gebiet des heutigen Estland.

## Zeitung
Die Revalsche Post-Zeitung wurde von dem Postmeister Carl Philipp Grubb gegründet, der bis 1707 ihr Redakteur war. Sie erschien in deutscher Sprache, der Oberschichten- und Bildungssprache im Estland der damaligen Zeit.
Sitz der Redaktion war in Tallinn. Gedruckt wurde die Zeitung bei dem in Goslar geborenen Christoph Brendeken (1649–1710), der seit 1676 eine eigene Druckerei in Tallinn besaß. Brendeken war gleichzeitig Herausgeber der Zeitung.
Die Reval(i)sche Post-Zeitung erschien von 1689 bis 1710 jeweils montags und donnerstags. 1710 eroberten russische Truppen im Nordischen Krieg das damals zum Königreich Schweden gehörende Estland. Die Zeitung wurde eingestellt. Erst 1772 erschien in Tallinn mit den Revalischen Wöchentlichen Nachrichten wieder eine Zeitung.